# Monastero Dzogchen

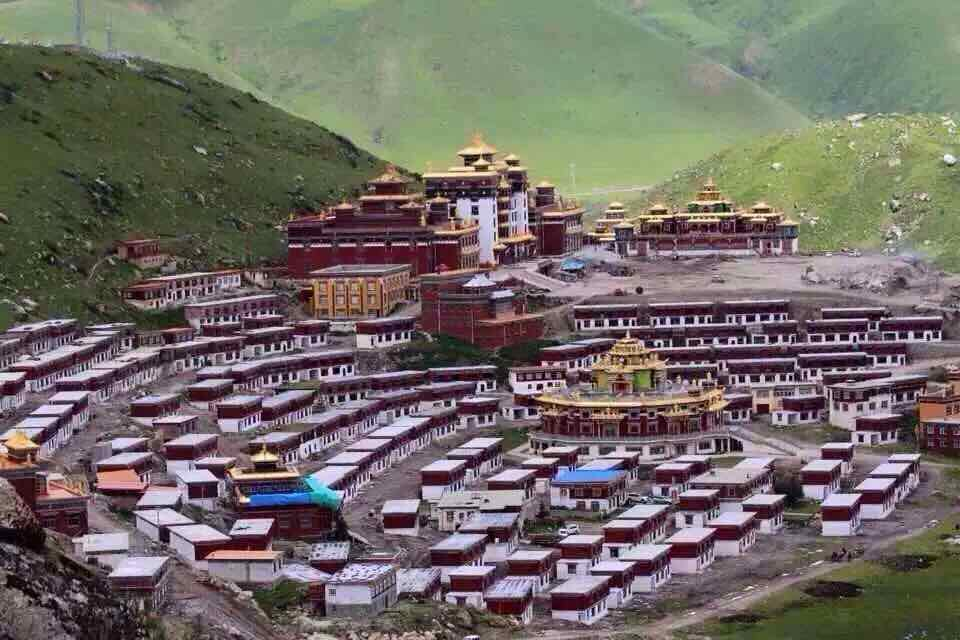
Il monastero Dzogchen ricostruito (2015)

Il Monastero Dzogchen (Tibetano': རྫོགས་ཆེན་དགོན། rdzogs chen dgon) è uno dei sei grandi monasteri della tradizione Nyingma del Buddismo tibetano e si trova nella regione storica tibetana del Kham, e precisamente in quella che oggi è la Contea di Dêgê della Prefettura autonoma tibetana di Garzê, Sichuan, Cina, a una cinquantina di chilometri a ovest della cittadina di Manigango (Manigangexiang, 马尼干戈乡), sulla strada per Yushu (玉树市) nel Qinghai.

## Storia
Il Monastero Dzogchen fu fondato nel 1684 da Pema Rigdzin, primo Dzogchen Rinpoche, (1625-1697). e acquisì particolare rinomanza per la sua shedra (scuola di studi buddisti) intitolata a Sri Singha (discepolo di Mañjuśrīmitra, docente a Nālandā), fondata da Gyelsé Zhenpen Tayé (Wylie: rgyal sras gzhan phan mtha' yas) ai tempi di Mingyur Namkhé Dorje, Quarto Dzogchen Rinpoche, poco dopo che  il monastero era quasi stato distrutto da un terremoto (1842).
Tra i grandi maestri che sono vissuti e hanno insegnato a Dzogchen vi sono Khenpo Pema Vajra (Wylie: mkhan po pad ma badz ra), Patrul Rinpoche, Jamgon Ju Mipham Gyatso e Khenpo Shenga., che l'hanno fatto assurgere alla posizione di massimo gompa di tutti i tempi della tradizione Nyingma.
Ai tempi del Quinto Dzogchen Rinpoche, Chökyi Dorje (1872-1935), il monastero raggiunse il picco della sua attività, con 500 bhikkhu residenti, 13 centri di ritiro e una stima di duecentootto diramazioni, una cui assemblea avrebbe visto riunirsi decine di migliaia di lama, trülku, khenpo, monaci e suore. Per tutto l'anno vi si svolgeva un'estesa serie di complesse cerimonie rituali, oltre a danze sacre rituali, di cui il monastero era un famosissimo centro.
Il monastero è inoltre considerato il principale depositario del ciclo Konchok Chidu dello Jangter o "Tesoro settentrionale" (Wylie: byang gter), importante ciclo terma rivelato dal tertön Jatson Nyingpo.
Il tempio principale del monastero è stato distrutto dal fuoco nel secondo mese dell'anno del Topo di Fuoco (1936). Ricostruito, esso è poi stato distrutto dai cinesi nel 1959.

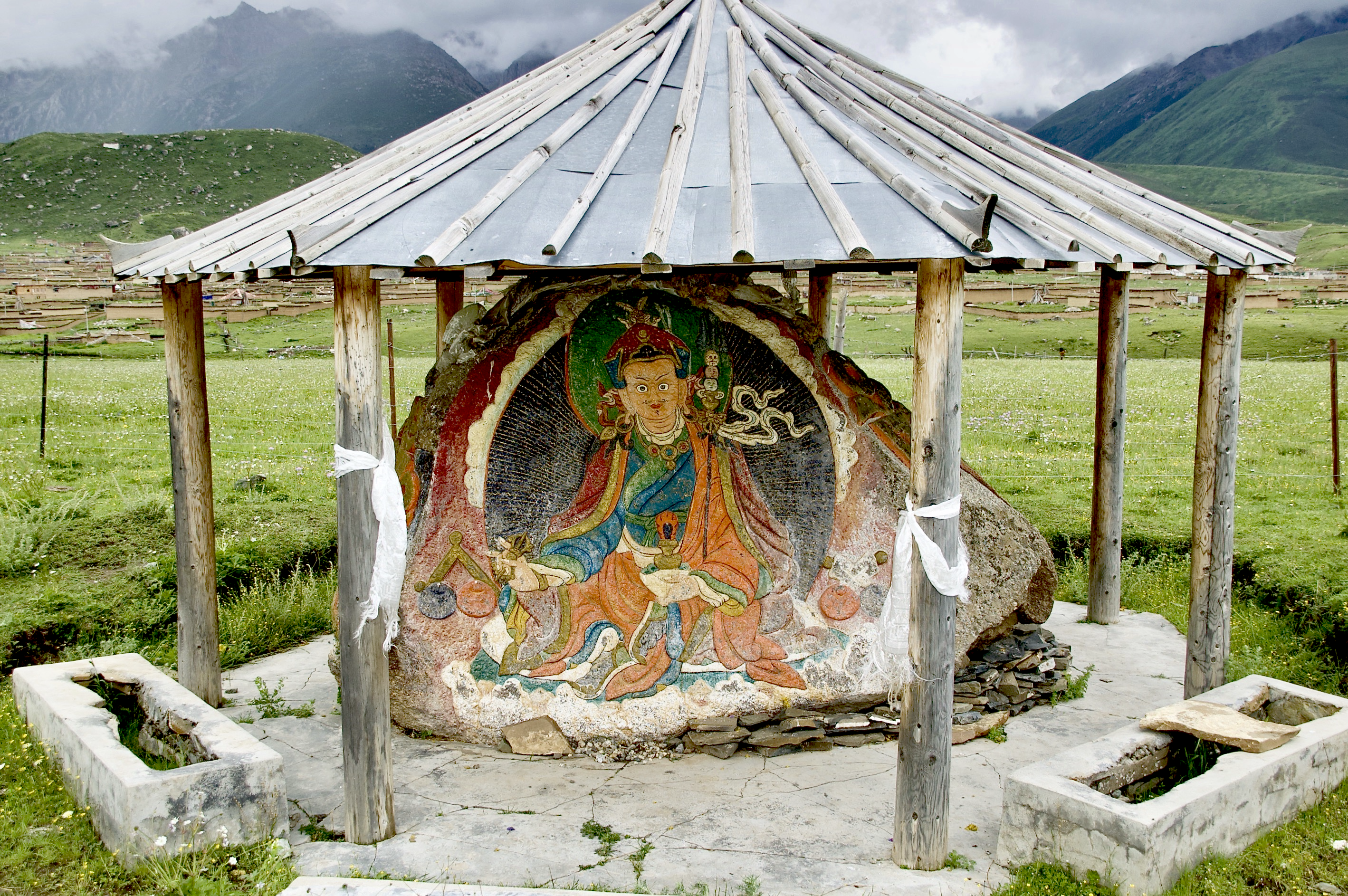
Immagine rupestre di Guru Rinpoche sulla strada del monastero in Sichuan

Dai primi anni Ottanta del '900 il monastero è in fase di ricostruzione e ha 300 monaci residenti regolarmente registrati, mentre altri 750 circa vi risiedono temporaneamente per periodi diversi. Oltre al monastero in sé il complesso comprende una shedra e una scuola dove si insegna la medicina tibetana tradizionale.
A Pema Tang vi è la nuova costruzione di un centro di ritiro con tempio situata nel fondo della valle di Dzogchen, dedicato all'insegnamento e alla pratica della tradizione Dzogchen.

## Il monastero Dzogchen in India
In seguito alla distruzione del monastero alla fine degli anni Cinquanta del '900, nel cui corso il complesso fu arso completamente per la seconda volta nella sua storia, esso fu rifondato nell'India meridionale secondo le direttive del XIV Dalai Lama, che scelse personalmente il sito su un terreno vicino alla sua residenza di Dhondenling. I lavori sono iniziati nel 1985, trecento anni dopo il completamento del monastero originale del Kham.
In gennaio del 1992 il Dalai Lama ha formalmente inaugurato il nuovo monastero Dzogchen, tenendovi lezioni e conferimenti di poteri per 11 giorni, con la partecipazione di diverse migliaia di fedeli della comunità locale o venuti da altri insediamenti dell'India meridionale.
Ora saldamente rifondato nella comunità tibetana di Dhondenling a Kollegal, il monastero Dzogchen è la sede ufficiale del settimo tulku (sanscrito: Nirmāṇakāya, "Corpo di Emanazione") del Dzogchen Rinpoche.
In dicembre del 2000 Sua Santità ha visitato monastero e comunità, gratificando di insegnamenti e benedizioni lama, monaci, suore, abitanti di Dhondenling e una folla internazionale arrivata a un culmine di 10.000 persone.